# Hans Stoisser
Hans (Johann) Stoisser (* 17. März 1927 in Leibnitz; † 28. Dezember 2022 ebenda) war ein österreichischer Unternehmer und Politiker (ÖVP).
Von 1970 bis 1991 gehörte Hans Stoisser als Landtagsabgeordneter dem steirischen Landtag an, 1978 bis 1983 war er Bürgermeister der südsteirischen Stadt Leibnitz, 1985 bis 1990 Präsident der Kammer der gewerblichen Wirtschaft für Steiermark (heute: Wirtschaftskammer Steiermark).

## Leben und Wirken
Hans Stoisser wurde am 17. März 1927 als Sohn von Maria (geb. Pongratz) und Blasius Stoisser auf der Adresse Hauptplatz 20 in Leibnitz geboren. Nach der Volks- und der Hauptschule besuchte Hans Stoisser die BULME für Maschinenbau in Graz, musste seine dortige Ausbildung jedoch unterbrechen, nachdem er im Oktober 1944 zum Reichsarbeitsdienst und im Dezember 1944 zur Luftwaffe und damit zur Wehrmacht in den Kriegsdienst einberufen wurde. Davor gehörte er innerhalb der Hitlerjugend der Flieger-HJ an, da er bereits damals davon träumte Flugzeugbauer zu werden. Bereits mit 16 Jahren war er ein voll ausgebildeter Segelflieger und freiwilliger Offiziersbewerber bei der deutschen Luftwaffe. Nach etwa drei Monaten Ausbildung und noch bevor die eigentliche Pilotenausbildung bei der Luftwaffe begann, wurde seine Einheit am 13. April 1945 in Berlin an die Ostfront zum Bodenkampf abkommandiert. Hans Stoisser war Teil des letzten Aufgebotes das Deutschland in den bereits verlorenen Krieg schickte. Seine Einheit wurde in kürzester Zeit aufgerieben. Am 20. April 1945 wurde er von der sowjetischen Armee gefangen genommen und in den Wochen darauf zusammen mit vielen anderen Kriegsgefangenen nach Sibirien transportiert. In einem Gefangenenlager nahe der Stadt Asbest musst er zunächst im Asbest-Steinbruch arbeiten, wurde aber nach etwa einem Jahr dank seiner schlechten körperlichen Verfassung, seiner Maschinenbau Ausbildung und der mittlerweile beherrschten Kyrillschrift in den Innendienst versetzt. Während Hans Stoisser in seiner Jugend vom Nationalsozialismus indoktriniert war, entwickelte er sich in der Nachkriegszeit zu einem überzeugten Verfechter von Demokratie und Marktwirtschaft. In späteren Jahren war er ein gern gesehener Zeitzeuge an Schulen und bei Veranstaltungen, wo er eindringlich gegen Faschismus, Diktaturen und Krieg sprach.
Nach seiner Rückkehr von der Kriegsgefangenschaft nach Österreich im November 1947 konnte er seine zuvor unterbrochene Ausbildung fortsetzen und im Jahre 1948 die BULME mit der Matura abschließen. Danach absolvierte er eine Lehre zum Tischlergesellen und legte bald darauf die Tischlermeisterprüfung ab. Damit konnte er den elterlichen Tischlereibetrieb übernehmen, der seit dem Tod seines Vaters von seiner Mutter zusammen mit einem angestellten Tischlermeister geführt wurde. Das angestrebte Studium der Luftfahrttechnik war aus finanziellen Gründen nicht möglich.
Im Jahre 1958 heiratete Hans Stoisser die spätere Unternehmerin Erika Pichler (1939–2019), mit der er vier Kinder und viele Enkelkinder hatte. Zusammen mit seiner Frau baute er das Unternehmen noch in den 1960er Jahren zu einem florierenden Möbelbauunternehmen aus. Das Unternehmen beschäftigte zur Hochzeit über 40 Mitarbeiter und richtete Hotels und Krankenhäuser in Österreich und benachbarten Ländern ein.
Dem Gemeinderat der Stadt Leibnitz gehörte Hans Stoisser als Teil der ÖVP Fraktion von 1965 bis 1983 an, von 1978 bis 1983 war er Bürgermeister. In seine Amtszeit als Bürgermeister fielen der Bau der Eduard Staudinger Hauptschule (heute: MS1 Leibnitz), die Sportstätte im Städtischen Bad, die erstmals flächendeckende Asphaltierung des Leibnitzer Straßennetzes und die Forcierung des Wohnbaus. Außerdem war er Mitbegründer der Städtepartnerschaft zwischen Leibnitz und Pedra Badejo auf Kap Verde. 1970 wurde er in den steirischen Landtag gewählt, dem er über 21 Jahre lang bis zum 18. Oktober 1991 als Abgeordneter angehörte. In dieser Zeit saß er unter anderem im Finanzausschuss, im Verkehrsausschuss und im Wirtschaftsausschuss.
Ab 1980 war Hans Stoisser Vizepräsident und von 1985 bis 1990 Präsident der  Kammer der gewerblichen Wirtschaft für Steiermark (heute: Wirtschaftskammer Steiermark). Außerdem war er von 1980 bis 1990 Landesgruppenobmann des Wirtschaftsbund Steiermark und von 1966 bis 1993 Funktionär und innerhalb dieses Zeitraumes Vorstandsmitglied der Raiffeisenbank Leibnitz. Für seine Verdiente wurde er 1987 mit dem Großen Goldenen Ehrenzeichens des Landes Steiermark, 1993 mit dem Großen Goldenen Ehrenzeichen des Landes Steiermark mit dem Stern und der Ehrenbürgerschaft seiner Heimatstadt Leibnitz geehrt. Noch kurz vor seinem Tod wurde Stoisser im September 2022 für seine 70-jährige Mitgliedschaft bei der Freiwilligen Feuerwehr ausgezeichnet.
In der Nacht vom 27. auf den 28. Dezember 2022, vier Jahre nach seiner Frau Erika, starb Hans Stoisser im Alter von 95 Jahren in seiner Geburts- und Heimatstadt Leibnitz und wurde am 3. Jänner 2023 nach einer Verabschiedung in der Stadtpfarrkirche Leibnitz am Friedhof Leibnitz beerdigt.